# Léonard Godefroy de Tonnancour
Pour les articles homonymes, voir Tonnancour.
Léonard Godefroy de Tonnancour, né le 6 novembre 1793 et décédé le 29 janvier 1867, était un homme politique du Bas-Canada.  
Il est né à Saint-Michel-d'Yamaska en 1793, le fils du seigneur Joseph-Marie Godefroy de Tonnancour. Il a étudié à Séminaire de Nicolet et a travaillé en tant qu'administrateur sur les propriétés familiales. Il hérita de la partie des seigneuries de Saint-François et Yamaska, ainsi qu'une propriété dans le comté d'Acton en 1834. Godefroy de Tonnancour est élu à l'Assemblée législative du Bas-Canada de Yamaska lors d'une élection partielle de 1832. Il fut réélu en 1834.
Il a voté en faveur de les quatre-vingt-douze résolutions. Après que la constitution a été suspendue en 1838, Godefroy de Tonnancour c'est retiré de la politique. En 1835, il a épousé Marguerite, la fille de Benjamin-Hyacinthe-Martin Cherrier, arpenteur et ancien membre de l'Assemblée législative.  
Il meurt à Saint-Michel-d'Yamaska en 1867.  Son frère aîné Marie-Joseph est devenue co-seigneur après la mort de leur père et était également membre de l'Assemblée législative.